# آفتاب‌پرست جنوبی
آفتاب‌پرست جنوبی (نام علمی: Heliotropium brevilimbe) نام یک گونه از سردهٔ آفتاب‌پرست است. سردهٔ آفتاب‌پرست در ایران ۴۷ گونهٔ علفی یک ساله و چند ساله دارد که در سراسر ایران پراکنده‌اند. آفتاب‌پرست جنوبی یکی از ۴۷ گونهٔ موجود در ایران است.